# Zarétxnoie (Uliànovsk)
|  | Per a altres significats, vegeu «Zarétxnoie». |

Zarétxnoie (en rus: Заречное) és un poble de l'óblast d'Uliànovsk, a Rússia, que en el cens del 2010 tenia 775 habitants. Pertany al districte de Barix.